# Райнер Кессельрінг
Райнер Кессельрінг (нім. Rainer Keßelring; 7 грудня 1934, Бад-Кіссінген — 25 вересня 2013, Берг) — німецький юрист, доктор права.

## Біографія
Син морського будівельного радника, дипломованого інженера Курта Кесельрінга і його дружини Ірмагрд, уродженої Кремер. Батько Райнера загинув в авіакатастрофі 6 жовтня 1935 року. Пізніше його усиновив двоюрідний дядько, генерал-фельдмаршал Альберт Кессельрінг.
Кессельрінг склав іспит з усного перекладу з іспанської мови в школі перекладачів Регенсбурга. В 1950/51 відвідував середню школу у Вільямстауні. Він також навчався у коледжі Вільямс. У липні 1952 року склав випускні іспити в середній школі Каролінум в Ансбасі. Він почав вивчати право в Тюбінгенському університеті  і 2 серпня 1952 став активним членом корпусу Ренанія. 27 лютого 1954 року перейшов в Лозаннський і Боннський університети. В 1956 році склав перший державний іспит з юриспруденції, після чого працював юристом-стажером у окружному суді Ансбаха. Восени 1959 року здобув докторський ступінь на факультеті права та політології Боннського університету.
Після складання іспиту на асесора в Мюнхені в 1960 році працював у Баварському адміністративному суді в Мюнхені, в окружному управлінні Мюнхена та в Міністерстві внутрішніх справ Баварії. В 1965 році перейшов на федеральну службу. В 1968 році вступив у генеральне консульство в Гонконгу. В 1970—1973 роках — радник посольства Німеччини в Токіо. В 1975 році переведений в посольство Німеччини в Парижі. В 1977 році приєднався до Федерального управління майном. З 1980 року працював у посольстві Німеччини в Мадриді. В 1984 році повернувся в Федеральне управління майном. Того ж року вступив у БНД, в 1991 році очолив 4-й відділ (Адміністрація та центральні завдання). В 1996 році тодішній канцлер Гельмут Коль призначив його віцепрезидентом БНД. В серпні 1998 року вийшов на пенсію.

## Сім'я
2 вересня 1967 року одружився з перекладачкою баронесою Йоганною Ренатою фон Лоцбек (1935–2017), дочкою оберстлейтенанта барона Ойгена фон Лоцбека (1882–1942), чемпіона літніх Олімпійських ігор 1928, та його другої дружини Емми,  уродженої графині цу Кастелль-Кастелль (1907–2004). У пари народились 3 дітей, зокрема історик Агілольф Кессельрінг.

## Звання
- Урядовий асесор (1960)
- Урядовий радник (1961)
- Старший урядовий радник (1966)
- Радник посольства 1-го класу (1975)[4]
- Урядовий директор (1977)
- Старший урядовий директор (1984)

## Нагороди
- Орден Вранішнього Сонця 3-го класу (Японія; 1974)
- Орден «За заслуги» (Франція) (1978)
- Магістральний лицар Мальтійського ордену
- Орден Ізабелли Католички, командорський хрест (Іспанія; 1989)
- Орден «За заслуги перед Федеративною Республікою Німеччина», лицарський хрест (16 липня 1989)